# Río Gevora Bajo
Río Gevora Bajo este o arie protejată (arie specială de conservare — SAC, sit de importanță comunitară — SCI) din Spania întinsă pe o suprafață de 374,68 ha, integral pe uscat.

## Localizare
Centrul sitului Río Gevora Bajo este situat la coordonatele 38°58′01″N 6°56′21″W / 38.966944°N 6.939167°V.

## Înființare
Situl Río Gevora Bajo a fost declarat sit de importanță comunitară în aprilie 1999 pentru a proteja 3 specii de plante și 14 specii de animale. Situl a fost protejat și ca arie specială de conservare în mai 2015.

## Biodiversitate
Situată în ecoregiunea mediteraneană, aria protejată conține 9 habitate naturale: Pseudostepă cu ierburi și specii anuale de Thero-Brachypodietea, Dehesas cu Quercus spp. perene, Pajiști umede mediteraneene cu ierburi înalte de Molinio-Holoschoenion, Galerii și tufărișuri riverane sudice (Nerio-Tamaricetea și Securinegion tinctoriae), Păduri aluvionare cu Alnus glutinosa și Fraxinus excelsior (Alno-Padion, Alnion incanae, Salicion albae), Păduri de Quercus ilex și Quercus rotundifolia, Tufărișuri termo-mediteraneene și de pre-deșert, Lacuri eutrofice naturale cu vegetație de tip Magnopotamion sau Hydrocharition, Galerii de Salix alba și de Populus alba.
La baza desemnării sitului se află mai multe specii protejate:
- plante (3): Lythrum flexuosum, Marsilea batardae, Marsilea strigosa
- păsări (4): pescăruș albastru (Alcedo atthis), stârc cenușiu (Ardea cinerea), egretă mică (Egretta garzetta), gaia roșie (Milvus milvus)
- mamifere (1): vidră de râu (Lutra lutra)
- nevertebrate (1): Unio tumidiformis
- pești (7): Alosa alosa, Anaecypris hispanica, Cobitis paludica, Luciobarbus comizo, Pseudochondrostoma willkommii, Rutilus alburnoides, Rutilus lemmingii
- reptile (1): Mauremys leprosa

Pe lângă speciile protejate, pe teritoriul sitului au mai fost identificate 1 specie de plante, 2 specii de păsări, 5 specii de amfibieni, 9 specii de mamifere, 5 specii de nevertebrate, 13 specii de pești, 10 specii de reptile.